# Культурна компетентність
Культурна компетентність (англ. Cultural Competence) — це здатність окремої особи або організації ефективно взаємодіяти з представниками інших культур, розуміти їхні цінності, норми поведінки, світогляд і мову спілкування. Це поняття є ключовим у міжкультурній комунікації, освіті, охороні здоров’я, менеджменті, дипломатії та інших сферах, що вимагають взаємодії між людьми з різним культурним бекграундом.
Культурна компетентність передбачає високу міру соціалізованості та інкультурованості індивіда, що дозволяє йому достатньо вільно комунікувати у сучасному полікультурному глобалізованому світі. При цьому культурна компетентність включає знання і прийняття національних та загальнолюдських цінностей, які лежать в основі поведінки особистості.

### Історія
Концепція культурної компетентності почала формуватись у 1960-х роках у США, спершу в галузі охорони здоров'я — як відповідь на виклики надання медичних послуг іммігрантам. Вона була тісно пов’язана з розвитком багатокультурної освіти та соціальної роботи.
У 1980-х роках поняття набуло поширення в менеджменті, коли компанії виходили на міжнародні ринки й потребували ефективної комунікації з партнерами з різних країн.
У 1990-х з’явилися численні моделі культурної компетентності, зокрема моделі:

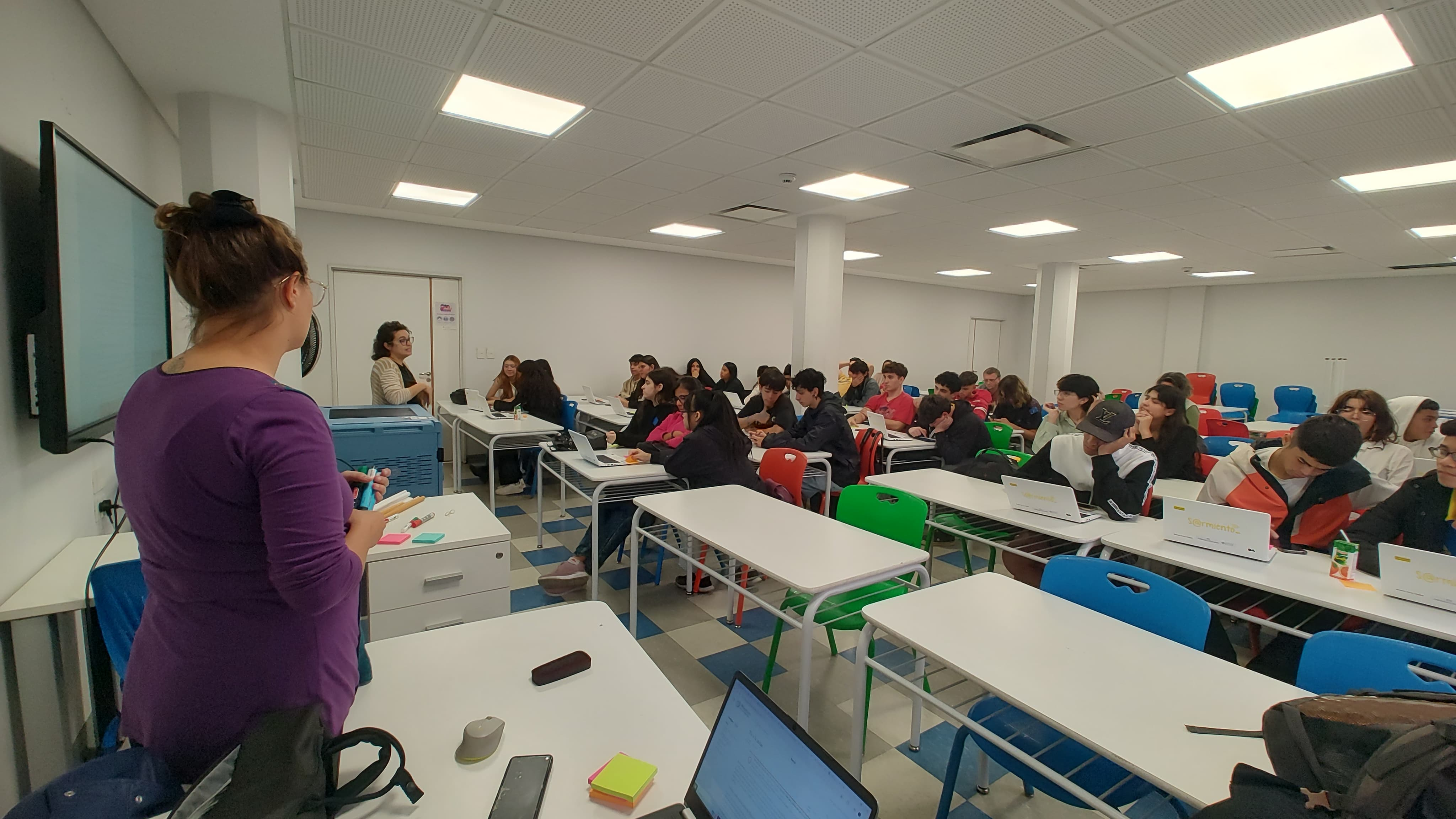

- [1]Campinha-Bacote (модель культурної обізнаності в медицині),
- Bennett (Developmental Model of Intercultural Sensitivity),
- Cross et al. (Continuum of Cultural Competence).

## Етимологія
Словосполучення «культурна компетентність» складається з двох понять:
- Культура (від лат. cultura — обробіток, розвиток) — сукупність матеріальних і духовних цінностей, вироблених людством.
- Компетентність (від лат. competentia — відповідність, здатність) — здатність виконувати певні завдання ефективно та результативно.

## Автори
Серед основних дослідників, які зробили вагомий внесок у розвиток поняття культурної компетентності:
- Мілтон Беннетт — автор моделі розвитку міжкультурної чутливості (DMIS).
- Josepha Campinha-Bacote — розробила модель культурної компетентності в медичних практиках.
- Terry Cross та співавтори — автори континууму культурної компетентності, який використовують у соціальних службах.

## Сутність
Культурна компетентність передбачає наявність таких складників:
1. Культурна обізнаність — усвідомлення власних культурних цінностей і упереджень.
2. Культурні знання — розуміння особливостей інших культур.
3. Культурні навички — здатність адаптувати комунікацію та поведінку до контексту.
4. Культурна зустріч — реальний досвід міжкультурної взаємодії.
5. Культурне бажання — мотивація до вивчення і прийняття іншої культури.

## Сучасне використання
У XXI столітті культурна компетентність є критично важливою в багатьох галузях:
- Освіта — формування толерантного середовища в багатокультурних класах.
- Бізнес — забезпечення ефективної комунікації в міжнародних компаніях.
- Охорона здоров’я — забезпечення рівного доступу до медичних послуг.
- Політика — ухвалення рішень, що враховують етнічне та культурне розмаїття.